# Jean-Antoine Injalbert
Jean-Antoine Injalbert, nacido en Béziers en 1845 y fallecido en París el 20 de enero de 1933, es un escultor francés.

## Vida
Hijo de un cantero, huérfano de madre desde su nacimiento.
Su primera obra fue el tímpano de la capilla del buen Pastor en Béziers.
Injalbert fue pupilo de Augustin-Alexandre Dumont y ganó el prestigioso Prix de Rome en 1874. por La Douleur d'Orphée . Expuso Le Christ en la Exposición Universal de París (1878).
En la exposición de 1889 ganó el Grand Prix, ese mismo año realizó un busto de Marianne.
El día de la inauguración del puente Mirabeau en París, Injalbert fue nombrado oficial de la Légion d'honneur. Las cuatro estatuas que adornan las pilas del puente son obras de Injalbert (La Ville de Paris, La Navigation, Le Commerce y L'Abondance).
La villa de Pézenas (Hérault) le encargó el monumento a Molière (1897). El busto de Molière está acompañado por una soubrette, encarnada en la Lucette de Monsieur de Pourceaugnac, representando la comedia, y de un sátiro representando a la sátira en el costado opuesto, con las máscaras de los comediantes Coquelin cadet y Jeanne Ludwig de la Comédie-Française.
En la Exposición Universal de París de 1900 fue miembro del jurado. 
En 1905 fue nombrado miembro del Institut de France, ese año se inauguró el puente de Bir-Hakeim (Le Génie dominant le monde, L'Électricité y Le Commerce), 
En 1910 promovido a Comandante de la Legión de Honor. 
Sus trabajos muestran una poderosa imaginación y una fuerte personalidad, así como unos conocimientos extensos. Desde 1915 en adelante mostró una gran influencia como profesor, en la Académie Colarossi y como jefe instructor en la École des Beaux-Arts. Entre sus alumnos estuvieron Alfred Janniot, Gleb W. Derujinsky, y el escultor americano Edward McCartan. 
Muchos de sus trabajos se encuentran en el Museo Fayet en Beziers, donde se exponen los fondos de su estudio fueron donados en 1934., y en Villa Antonine, donde tenía su taller. (La Fontaine du Titan con un fauno o L'Enfant au poisson).

## Obras
- El Amor dirige el himeneo.L'Amour préside à l'hymen
- Cuatro figuras alegóricas de La ciudad de París, Navegación, Comercio y Abundancia en el Pont Mirabeau, París, 1896
- Monumento a Molière en Pézenas, 1897
- Crucifixión, en la catedral de Rheims, 1898
- Tímpano que representa la ciudad de París rodeada de musas, Petit Palais París, hacia 1900
- Figuras de la Electricidad y el Comercio en el Puente de Bir-Hakeim, París, 1905
- Monumento a los muertos, Béziers, 1925
- Hippomenes en el Jardín de Luxemburgo, París
- Eva tras la caída, en Montpellier
- Sadi-Carnot en Sète
- El Amor sometiendo al León, Fama, El niño riendo y algunas otras , en Béziers
- Figura de Honoré Mirabeau en el Panteón (París)
- Busto de Louis Gallet, en Valence, Drôme
- La Source Vive (figura alegórica) ( 1891 ) , , mármol blanco, medidas 31.1 x 0 in. / 79 x 0 cm. Misc. Inscribed Sale Of Sotheby's London: Thursday, 20 de noviembre de 1997
- Amour aux colombes ,  , bronce con pátina marrón medio , medidas 21.7 x 15.7 in. / 55 x 40 cm. Firmada
- Amour domptant la force, bronce , medidas 17.7 x 18.9 in. / 45 x 48 cm. fudición hermanos Thiebaut con firmas y sellos de fundición

## Imágenes

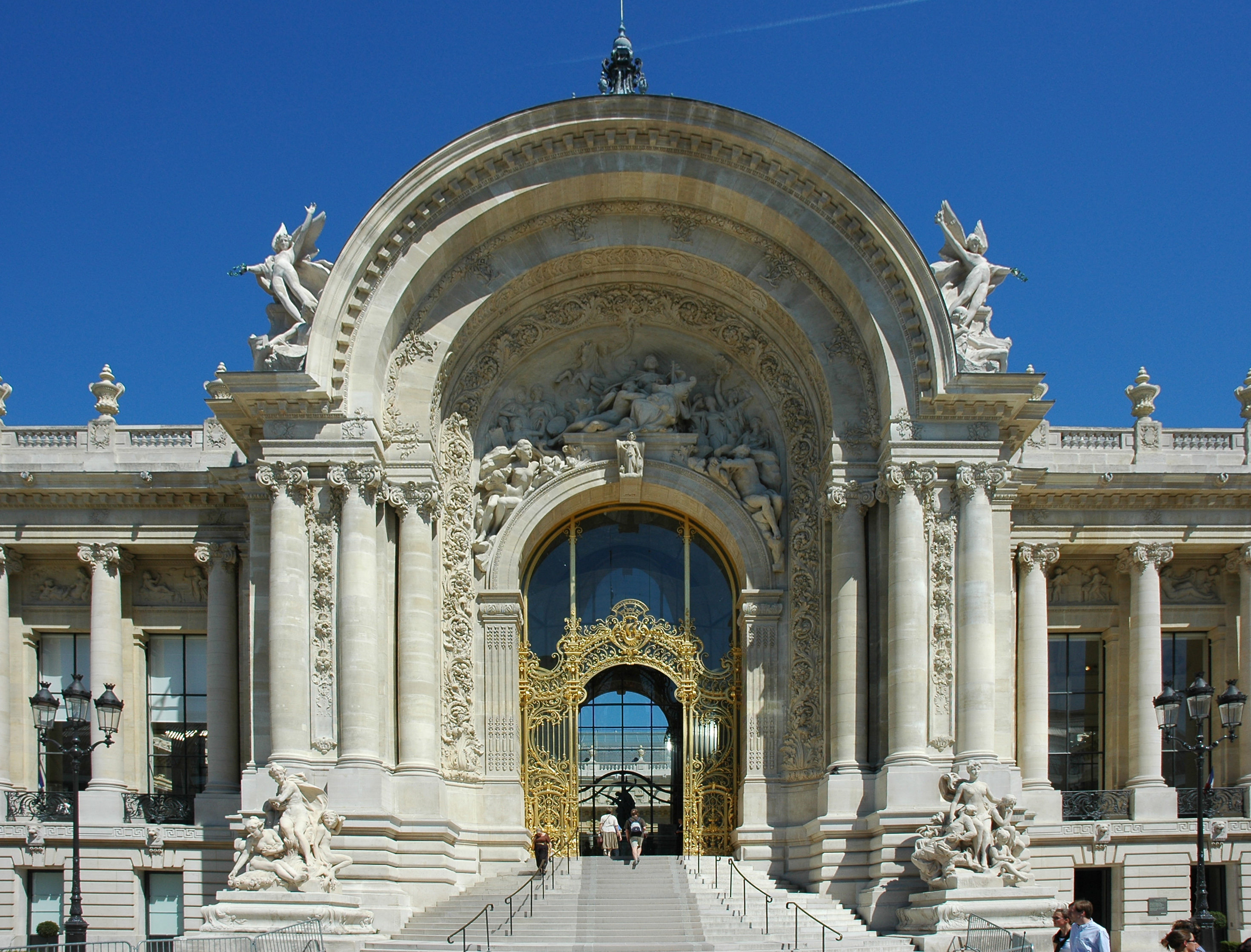
Tímpano que representa la ciudad de París rodeada de musas en la entrada principal del Petit Palais, París
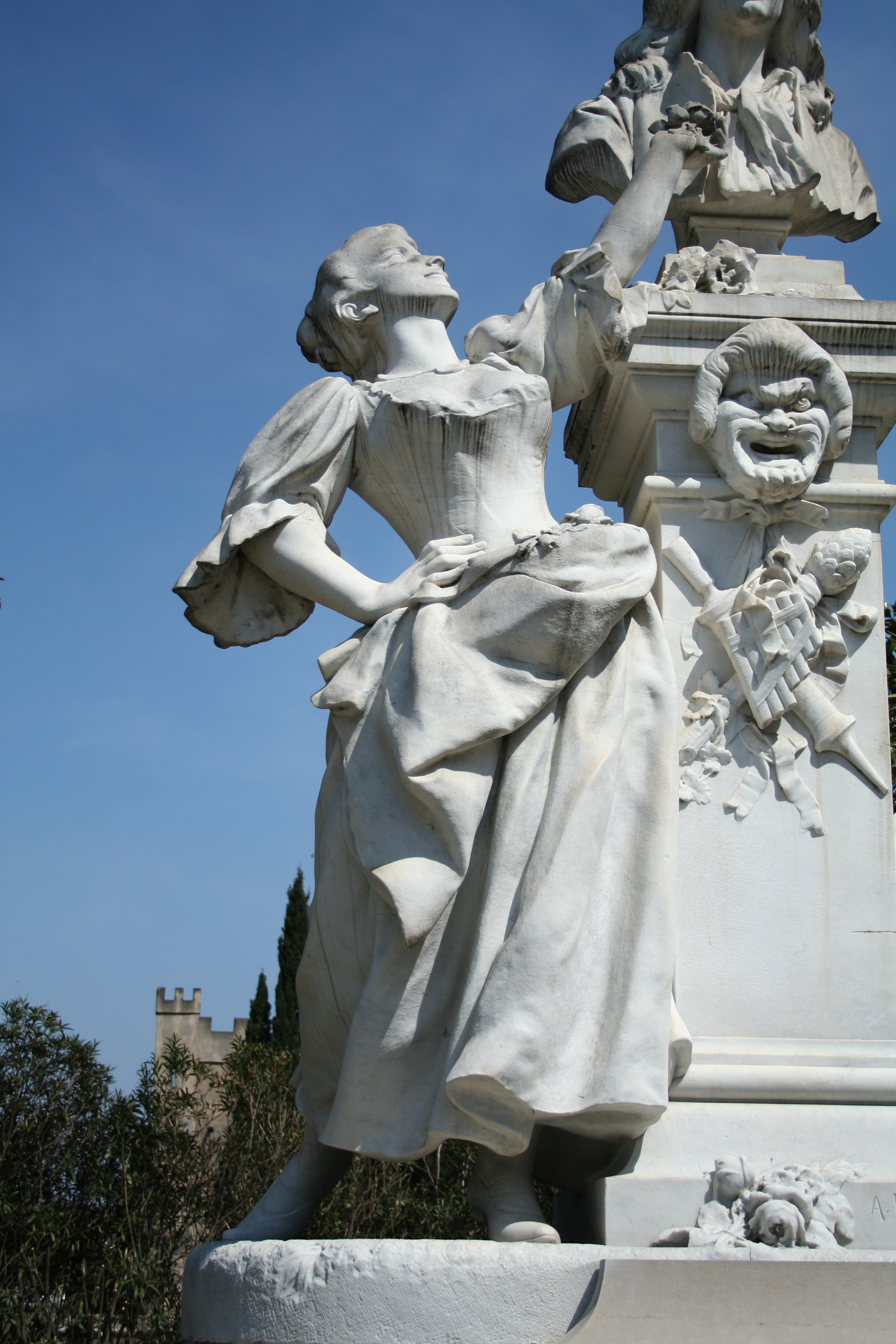
Detalle del monumento a Molière en Pézenas. Soubrette, representa la Lucette de Monsieur de Pourceaugnac.
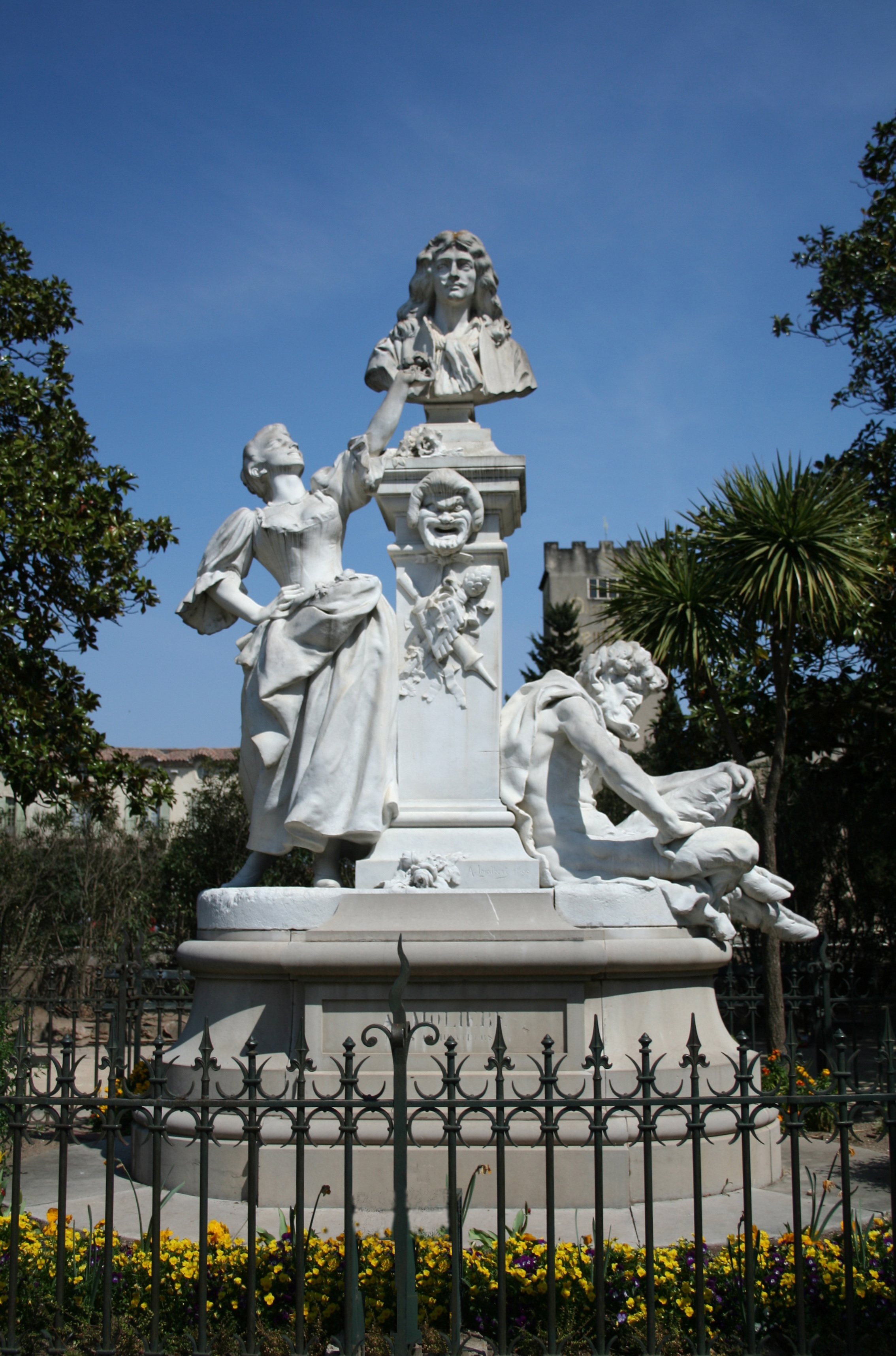
Monumento a Molière (Pézenas).
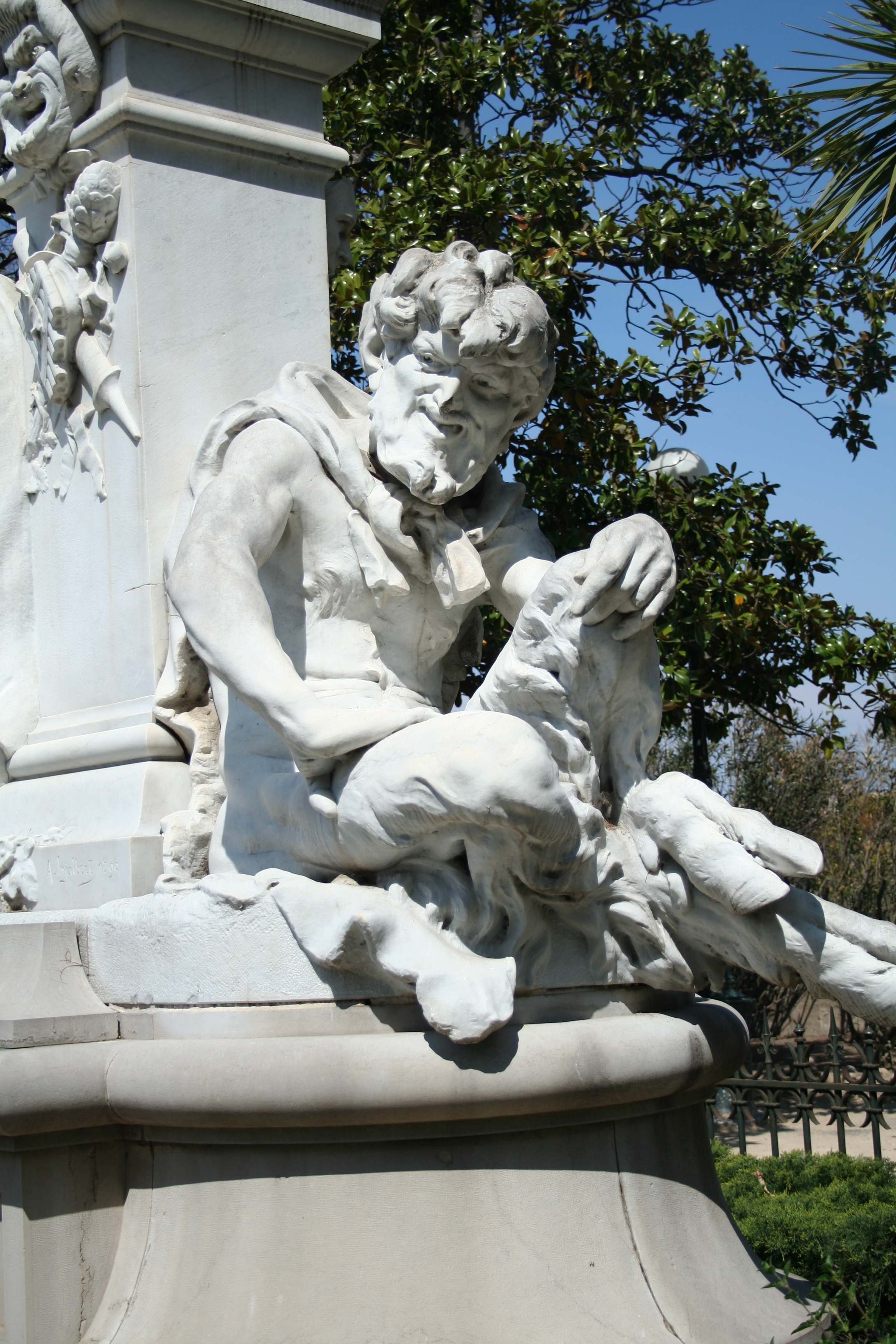
Satyre - detalle del monumento a Molière.
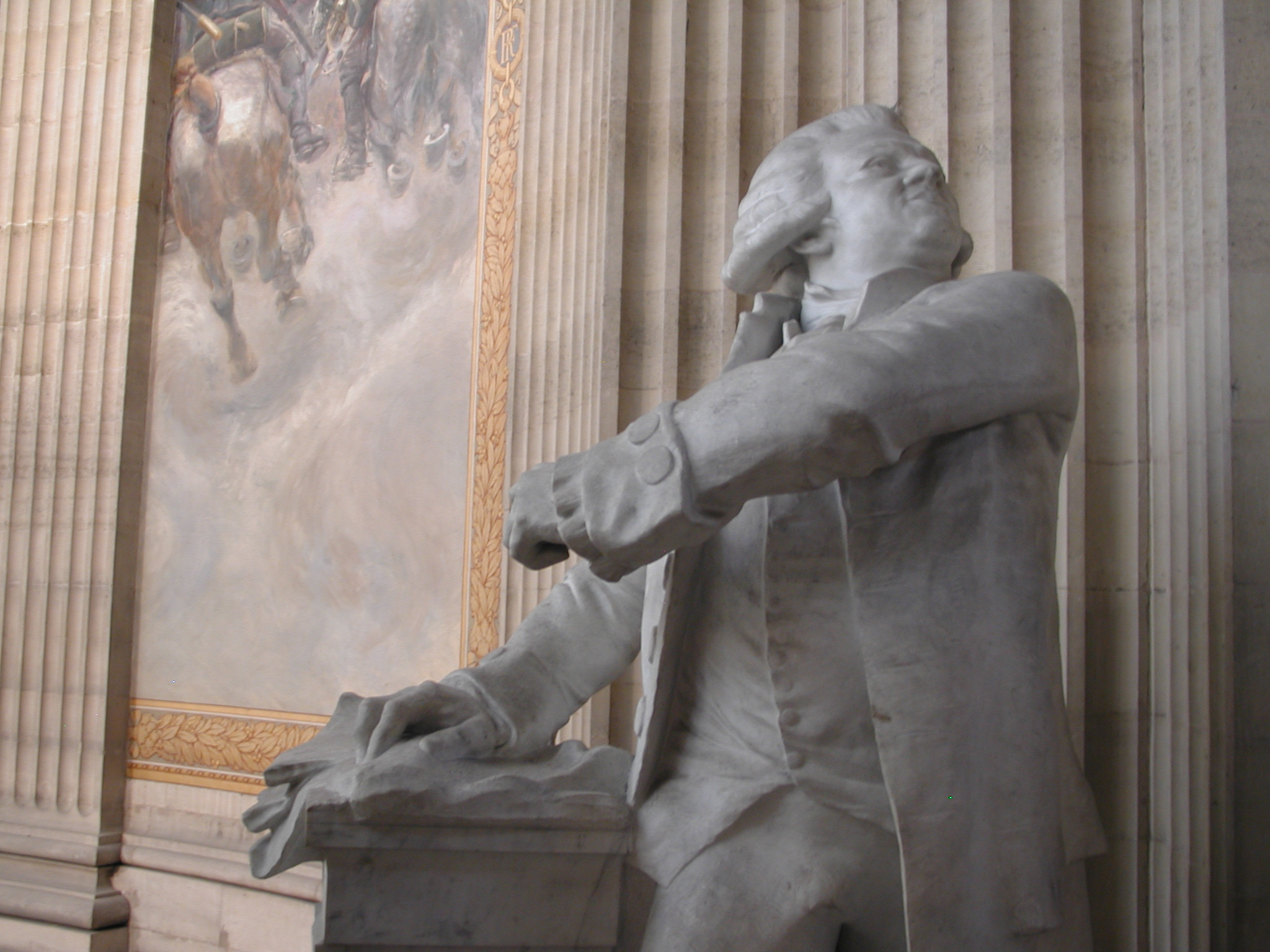
Mirabeau en el Panteón de París.
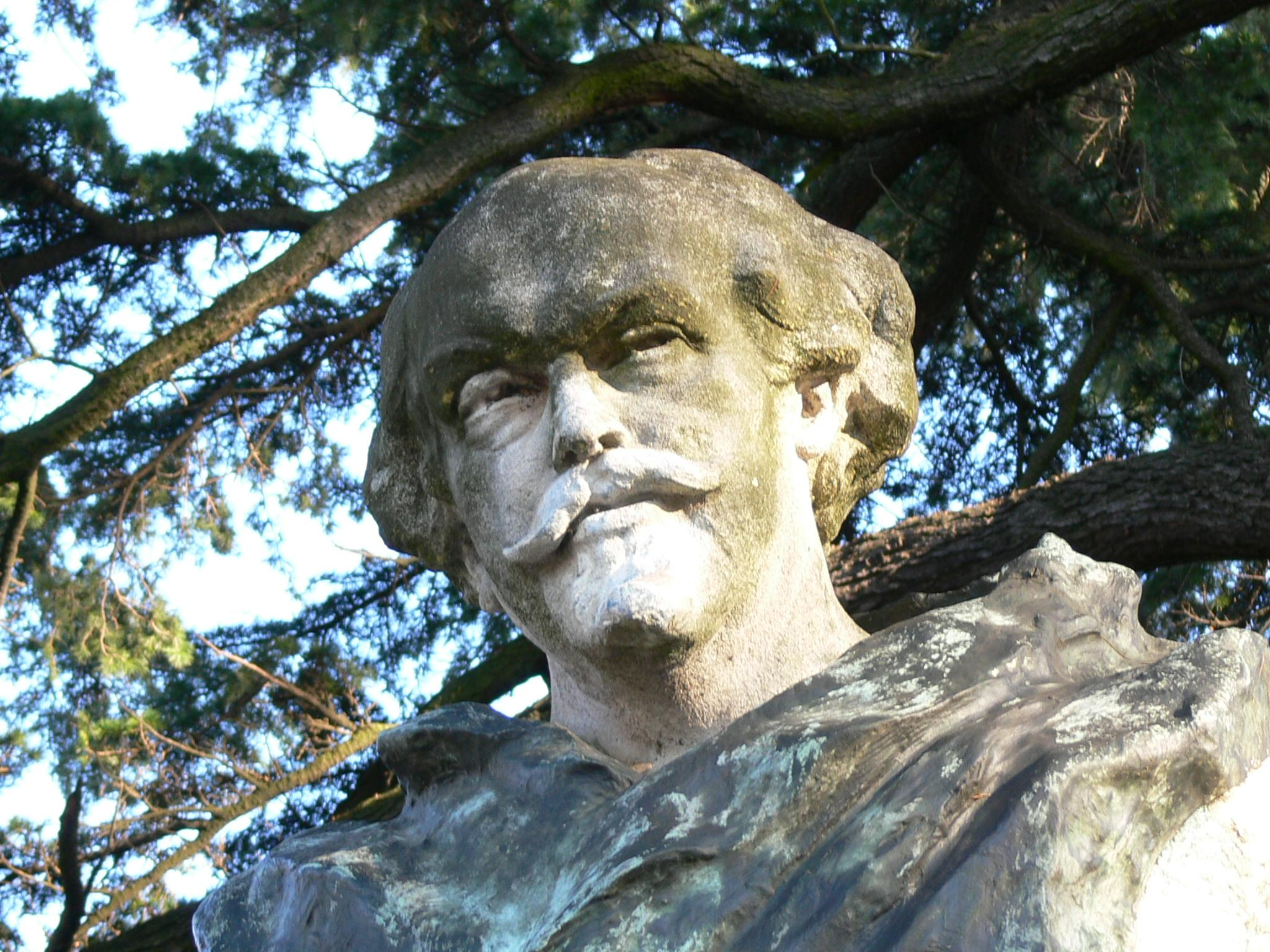
Estatua de Louis Gallet en Valence.
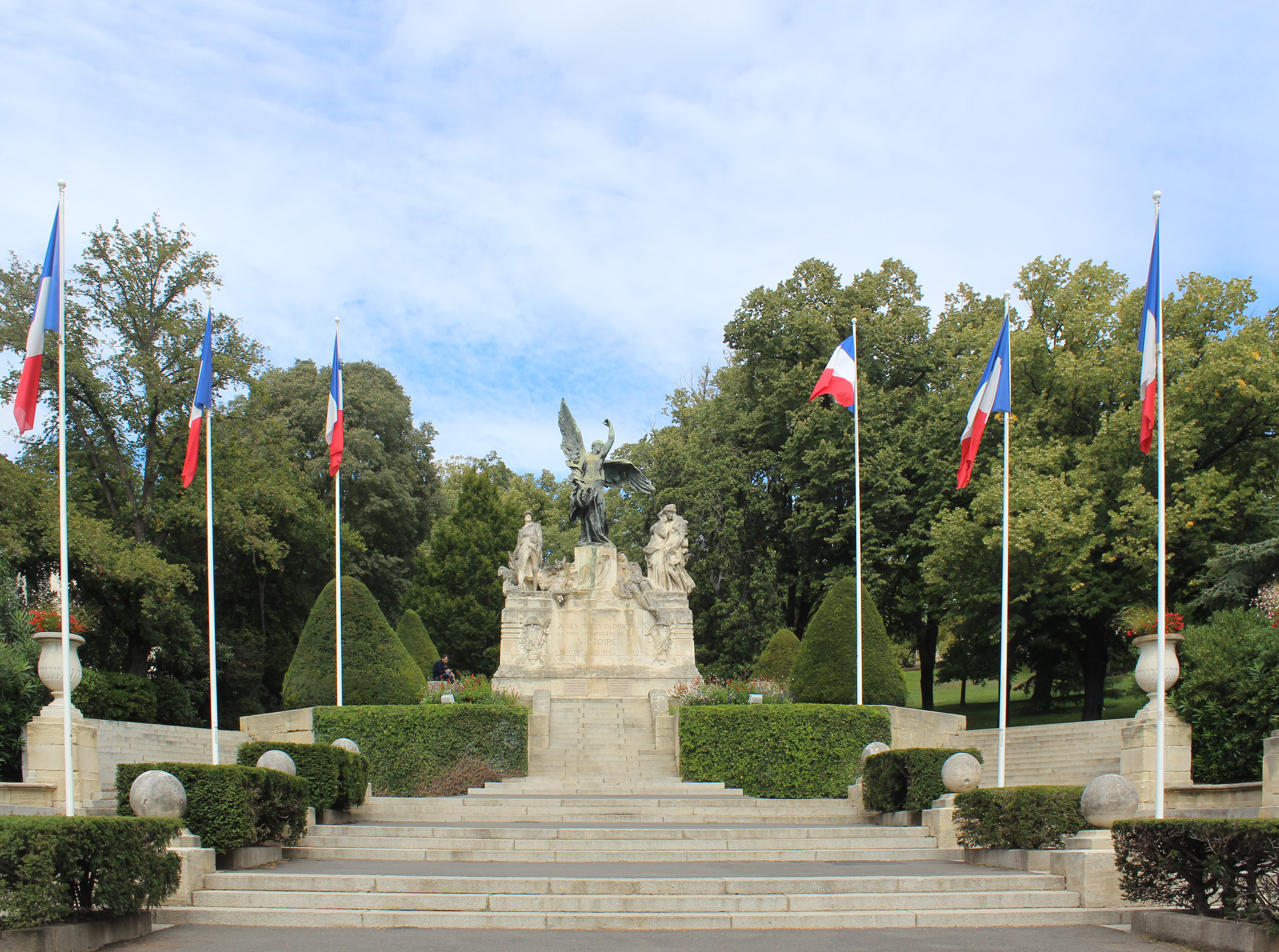
Béziers - Monumento a los muertos.

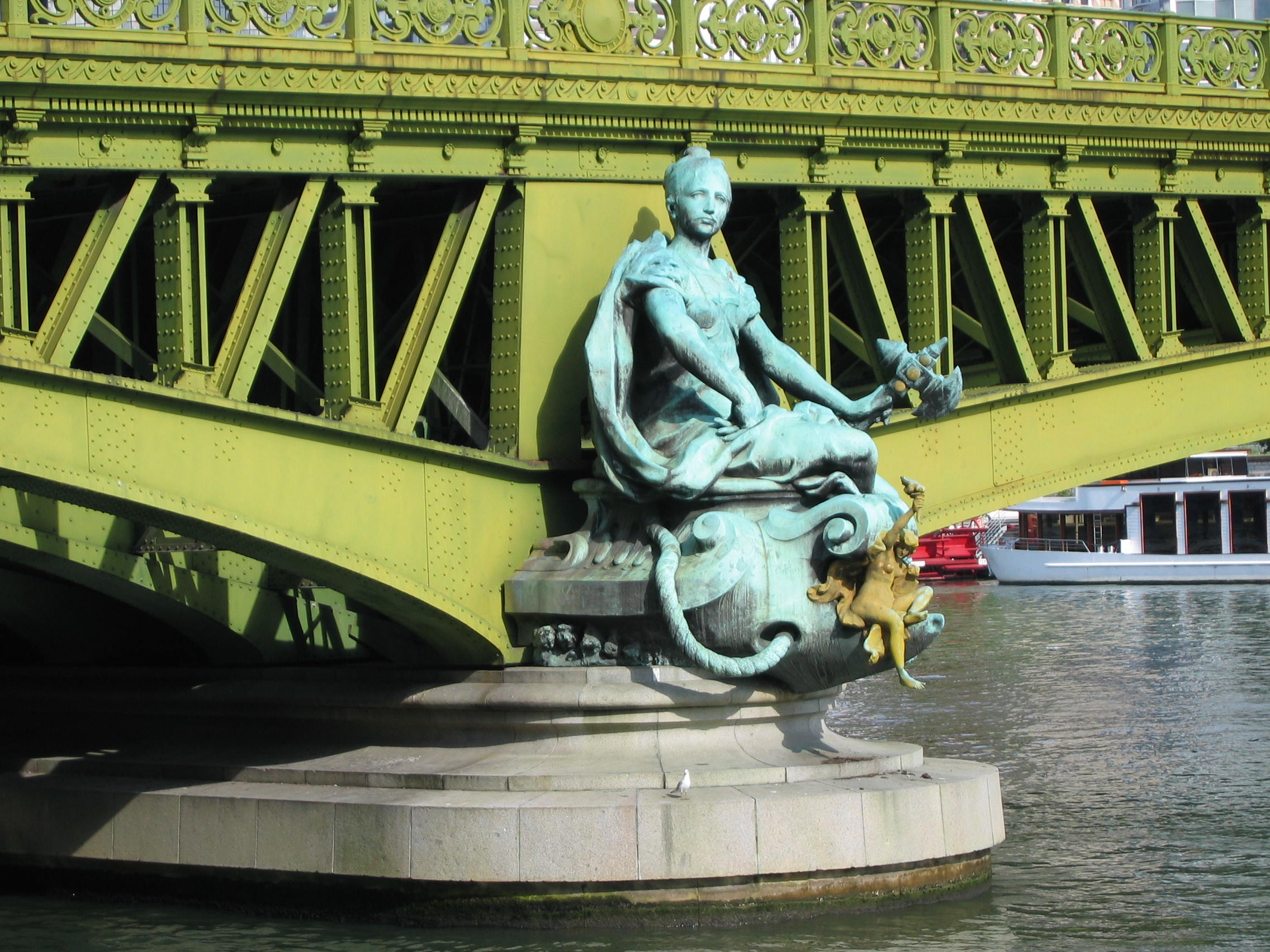
La Villa de Paris descendiendo el río Sena
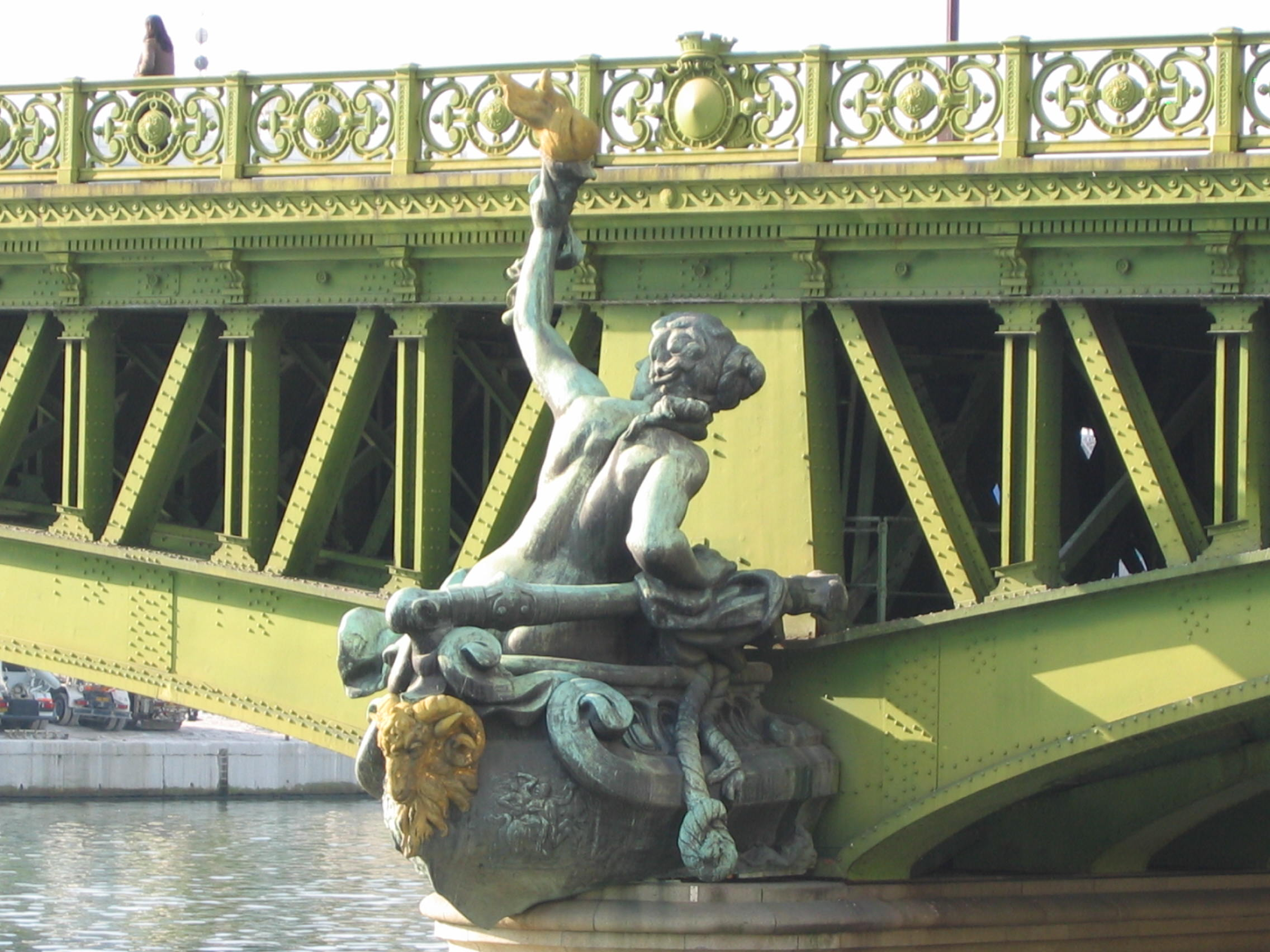
La Navigation , representando la armada parisina
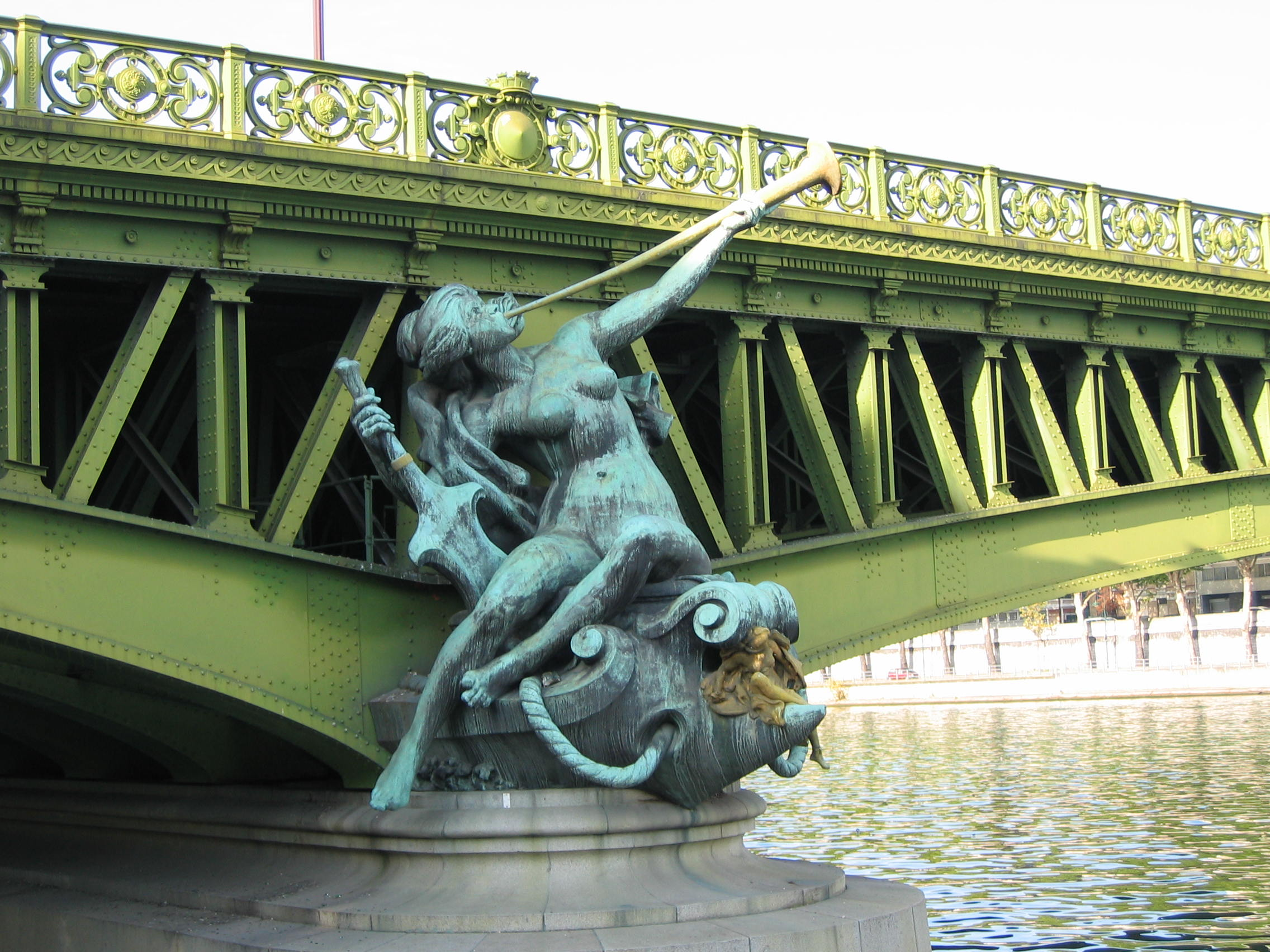
L'Abondance
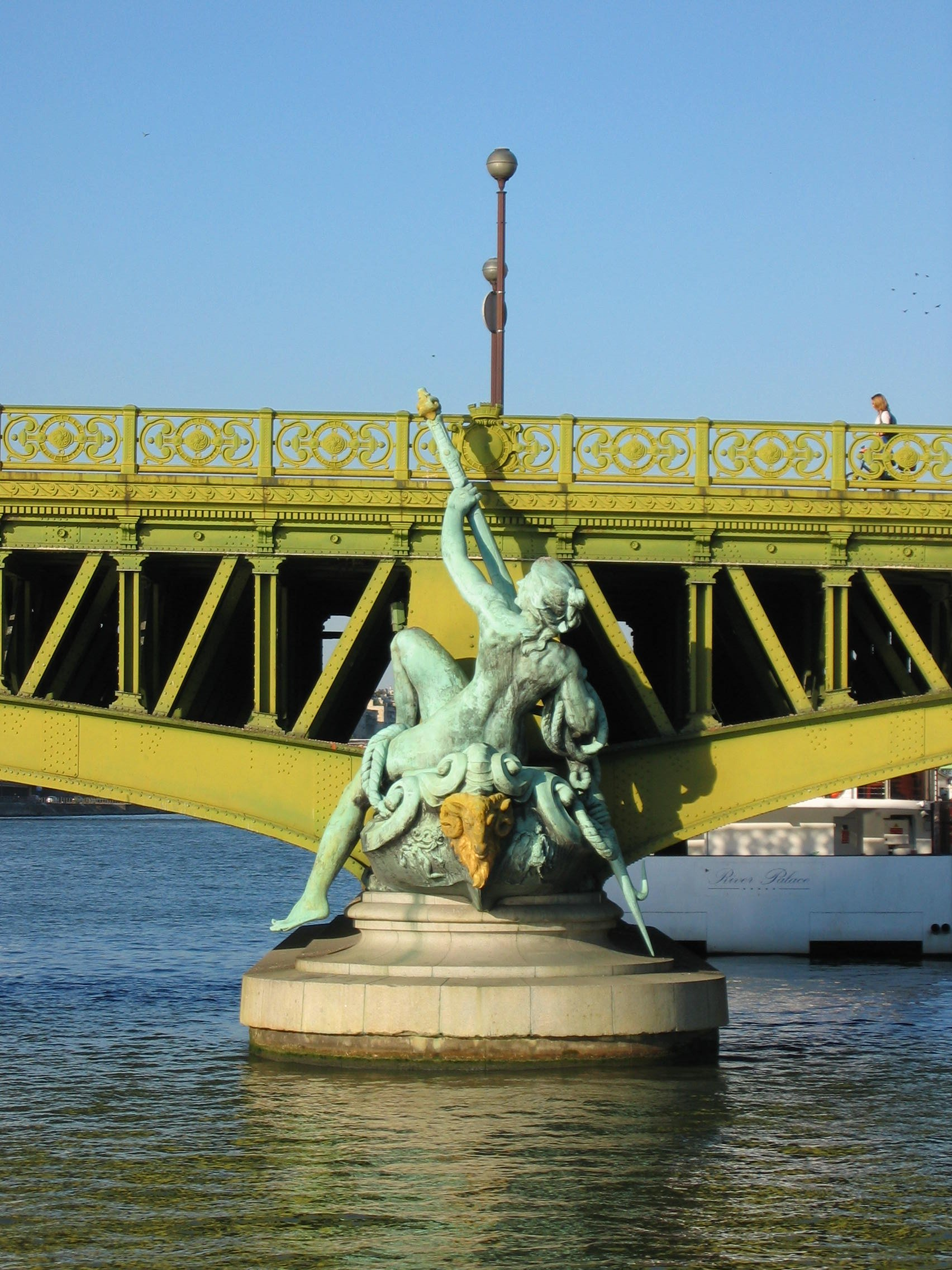
Le Comerce